# اتحاد كشاف روسيا

شعار اتحاد كشاف روسيا.

اتحاد كشاف روسيا كان واحدا من العديد من المنظمات الكشفية الوطنية التي تشكلت في أعقاب استقلال الاتحاد الروسي عن الاتحاد السوفيتي.

## التاريخ
تم تشكيل الاتحاد في 27 نوفمبر 1991. ويضم ثلاث منظمات كشفية إقليمية التي نشأت عن جمعية إحياء الكشافة الروسية (Association for the Revival of Russian Scouting): جمعية كشافة سانت بطرسبرغ، اتحاد كشاف موسكو، وجمعية كشافة سيبيريا. وكان رئيس الاتحاد أركادي نيكيتشينكو.
في أغسطس 1994 عقد المخيم الروسي الدولي الأول في بحيرة لادوغا في روسيا الشمالية الغربية بالقرب من سان بطرسبرج. وحضر أكثر من 3500 كشاف من جميع أنحاء العالم. المخيم الروسي الدولي الأول جرى في شمال موسكو في عام 1997 وشارك فيه حوالي 4000 مشارك.
في 29 أبريل 1998، انضم إلى اتحاد كشاف روسيا مع تنظيم الروسية الرواد الشباب (روسيا) جنبا إلى جنب مع الكشاف فلاديمير، لتشكيل مجموعة جديدة تسمى الهيئة القومية للكشافة الروسية. كان هدفهم أن تصبح الكشافة مقبولة وتصبح عضوة في المنظمة العالمية للحركة الكشفية في روسيا. ومع ذلك، رفضت المنظمة الكشفية العالمية الدستور وقالت بأنها "غير ديمقراطية"، وفضلت منظمة منافسة، وعموم روسيا منظمة كشفية وطنية وتعتبر مجموعة قد تشكلت بعد يوم من تشكيل تنظيم الروسية الرواد الشباب (روسيا)، والانضمام إلى مجموعات مثل اتحاد الكشافة الأرثوذكسية، الاتحاد الروسي للكشافة، والعديد من المنظمات الكشفية المحلية.